# Judenverfolgungen zur Zeit des Ersten Kreuzzugs
Während des Volkskreuzzugs, der im Vorfeld des Ersten Kreuzzugs stattfand, wurden im Frühjahr 1096 die jüdischen Gemeinden in Deutschland, insbesondere jene im Rheinland, von Kreuzfahrern angegriffen. Dabei kam es zu den ersten organisierten Judenpogromen des Abendlandes, Gewaltverbrechen und Morden. Im Judentum wird der Ereignisse als Gezerot Tatnu, hebräisch גזירות תתנ"ו, gedacht. Sie stellten einen tiefen Einschnitt in dem Verhältnis der beiden Religionsgemeinschaften dar, der weitreichende Folgen für die Geschichte der Juden Europas hatte, und wurde daher auch als eine Urkatastrophe des europäischen Judentums bezeichnet.

## Hintergrund
Die jüdischen Gemeinden in Speyer, Worms und Mainz bildeten einen Städteverbund, die sogenannten SchUM-Städte. Diese waren für ihr Wissen in religiösen Fragen im ganzen Frankenland bekannt. Das Zusammenleben mit der christlichen Mehrheitsbevölkerung war – trotz gelegentlicher Ressentiments, Diskriminierungen und Repressalien – von einer gewissen „Unbefangenheit“ charakterisiert, wie es der Historiker Friedrich Lotter ausgedrückt hat. Dies änderte sich durch die Ereignisse im Jahre 1096 grundlegend, Juden waren seitdem einer permanenten Bedrohung ihrer Existenz ausgesetzt.
Eine wichtige Motivation für den ersten Kreuzzug war eine tiefe Demütigung der Christen im fernen Palästina: Im September 1009 hatte Fatimiden-Kalif al-Hākim die Grabeskirche in Jerusalem plündern und mitsamt dem Felsengrab Christi zerstören lassen. Zudem waren Christen im Fatimidenreich zahlreichen Repressalien ausgesetzt. Christliche Symbole und das Begehen christlicher Feste wurden verboten und die Christen wurden gezwungen auffällige Gürtel und schwarze Kopfbedeckungen zu tragen, um als Christen erkennbar zu sein. Die Vorkommnisse trugen zu einem latenten Fremdenhass auch der Christen im Rheinland bei, den sie vor allem auf die in ihrer Mitte lebenden Juden projizierten.
Im Jahr 1012 befahl König Heinrich II., diejenigen Juden aus Mainz zu vertreiben, die nicht bereit waren, sich taufen zu lassen. Unter diesem Druck gaben einige Mitglieder der Gemeinde nach, die anderen mussten ihre Häuser und Geschäfte verlassen, bald darauf wurde ihnen jedoch die Rückkehr gestattet. Auch in Frankreich wurden in den folgenden Jahren Juden, die sich der Taufe verweigerten, vertrieben oder ermordet.

Unter dem Pontifikat von Papst Urban II. keimte die Idee eines Heiligen Krieges zur „Befreiung“ des Heiligen Landes auf. Zum Abschluss der Synode von Clermont rief er am 27. November 1095 zum Ersten Kreuzzug auf. Denjenigen, die im heiligen Krieg den Tod finden sollten, wurde die Vergebung der Sünden versprochen. Danach hielt Papst Urban II. noch in Tours und Rouen Synoden ab, die den Aufruf verbreiteten. Ein Übriges taten die über das Land gesandten Wanderprediger der Kirche, die dafür sorgten, dass viele einfache Menschen, Abenteurer, Verbrecher, aber auch Bauern in den Krieg zogen. Der bekannteste unter ihnen war der Bußprediger Peter der Einsiedler.

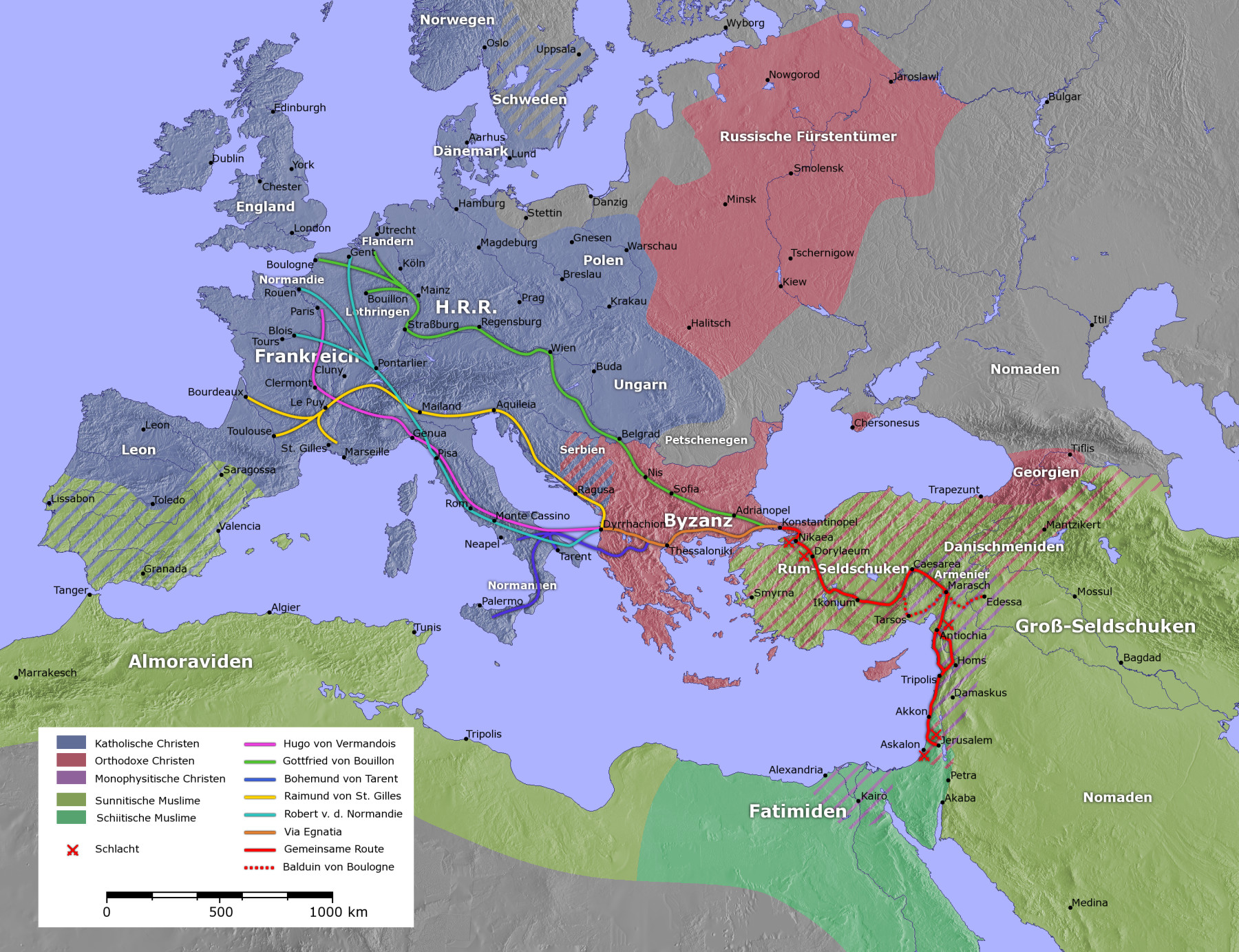
Der erste Kreuzzug 1095. Territoriale Situation und Wege ins „Heilige Land“ (Seldschuken)

Noch bevor sich das offizielle päpstliche Kreuzzugsheer gesammelt hatte, brach bereits im April 1096 in Nordfrankreich auf eigene Faust ein erster ungeordneter Zug auf, der sogenannte Volks- oder Armenkreuzzug. Diese „Kreuzfahrer“ waren keine Ritter, sondern vorwiegend einfache Bauern, Bettler und Kriminelle, bewaffnet nur mit Stöcken und bäuerlichen Arbeitsgeräten.
Der ursprüngliche Aufruf des Papstes Urban II. richtete sich an die Christen, zum Kreuzzug nach Jerusalem aufzubrechen, um die „Feinde des Christentums“ aus dem Heiligen Land zu vertreiben und zum Heiligen Grab Christi zu pilgern. Zunehmend setzte sich jedoch die Meinung unter den sich in einem chaotischen Prozess bildenden Kreuzfahrerheeren durch, dass die Juden in den eigenen Territorien bekämpft werden sollten. Das Ziel war die Konversion der Juden oder deren Tötung. „Tod oder Taufe“ war dementsprechend der Schlachtruf dieser Kreuzfahrer.
Neben dieser religiösen Motivation war der Finanzbedarf der Teilnehmer des Volkskreuzzuges eine weitere Ursache für die Judenpogrome im Rheinland. Die jüdischen Gemeinden im Rheinland waren sehr wohlhabend, unter anderem, weil es den Juden im Gegensatz zu den Christen seitens der katholischen Kirche erlaubt war, Geld gegen Zinsen zu verleihen (siehe auch: Zinsverbot).
Einer der ersten Gewaltausbrüche gegen Juden fand in Rouen statt, dort fielen der größte Teil der jüdischen Gemeinde einem Massaker zum Opfer. Im Dezember 1095 schrieben die nordfranzösischen jüdischen Gemeinden einen Brief an die rheinischen Juden, in dem diese vor der Ankunft der Kreuzfahrer gewarnt wurden. Die Rheinländer antworteten, sie hätten keine Angst, gaben aber Peter dem Einsiedler bei seinem Volkskreuzzug einen Brief mit, in dem sie ihre europäischen Glaubensbrüder aufforderten, ihn und seine Anhänger zu unterstützen und zu alimentieren.
Im Frühjahr 1096 setzten sich eine Vielzahl von kleinen Gruppen von Rittern und Bauern, durch die Predigten Peters des Einsiedlers angeregt, aus verschiedenen Teilen des Heiligen Römischen Reiches und Frankreichs in Bewegung. Die Zuordnung der einzelnen Gruppen und Anführer ist mit Unsicherheiten behaftet.
Als erstes Pogrom auf europäischem Boden gilt das sogenannte Massaker von Granada von 1066, das von der Wirkung her regional begrenzt war. Unter der Herrschaft der muslimischen Ziriden von Granada wurden wahrscheinlich mehr als 1.500 jüdische Familien, rund 4.000 Personen, ermordet.

## Volkmar und Gottschalk
Der Zug des Priesters Volkmar war im Rheinland Ende April 1096 mit dem Ziel losgezogen, sich Peter dem Einsiedler im Osten anzuschließen. Dabei kam es zu Judenverfolgungen in Magdeburg und später in Prag (30. Juni 1096). Von den Ungarn wurde der Zug kurzerhand gewaltsam aufgelöst, als klar wurde, dass es sich um Aufrührer handelte.
Ein anderer Priester namens Gottschalk, den Peter der Einsiedler bei seinem Aufbruch am 20. April ebenfalls zurückgelassen hatte, führte Kreuzfahrer aus dem Rheinland und aus Lothringen rheinaufwärts. Als die Kreuzfahrer Bayern auf ihrem Weg nach Ungarn passierten, kam es z. B. in Regensburg zu gegen Juden gerichteten Angriffen. Auch Gottschalks Zug wurde von den Ungarn vernichtet, nachdem dessen betrunkene Teilnehmer ungarisches Gebiet geplündert hatten.

## Heerhaufen unter der Führung des Grafen Emicho
Der größte dieser Kreuzzüge, der auch am stärksten in die Angriffe auf Juden eingebunden war, wurde von Graf Emicho angeführt. Eine Armee von rund 10.000 Männern, Frauen und Kindern aus dem Rheinland, Ostfrankreich, Lothringen, Flandern und sogar England, die im Frühsommer 1096 gestartet war, wälzte sich das Rheintal entlang, den Main hinauf bis zur Donau. Emicho wurde unter anderem begleitet vom Vizegrafen Wilhelm von Melun, genannt der Zimmermann, und Drogo von Nesle aus Frankreich, Hartmann von Dillingen und dem Herren von Salm aus seiner rheinischen Nachbarschaft. Kaiser Heinrich IV., der in Norditalien festsaß, ordnete den Schutz der Juden (Wormser Privileg) an, als er von den sich anbahnenden Ausschreitungen erfuhr. Zunächst unabhängige Gruppen zogen über Speyer und Worms nach Norden und vereinigten sich erst in Mainz unter der Führung Emichos, der in die Verfolgungen in Speyer und Worms wahrscheinlich nicht involviert war.

### Speyer
Am 3. Mai erreichten zwei Kolonnen Speyer. Johann I., Bischof von Speyer, befahl die Verteidigung der jüdischen Gemeinde, nachdem es zu massiven Übergriffen gekommen war, bei denen 11 Juden starben. Der Bischof gewährte den Juden Schutz im befestigten Bischofshof in der Stadt und an anderen sicheren Plätzen. Er konnte sich nach mehrtägigen Kämpfen gegen die „Kreuzfahrer“ durchsetzen, die weiter nach Norden zogen und als nächste jüdische Gemeinde die in Worms attackierten. 

### Worms
Am Sonntag, dem 18. Mai, stürmten bewaffnete Männer die jüdischen Häuser in Worms. Juden, die nicht zuvor Zuflucht im Bischofshof gesucht hatten, wurden von der aufgebrachten Menge angegriffen und, wenn sie die Taufe verweigerten, was eine Vielzahl aus Überzeugung tat, grausam umgebracht. Die Angriffe und die anschließenden Plünderungen erfolgten sowohl durch Kreuzfahrer als auch durch Wormser Einwohner. Nach einigen Tagen stürmte der Mob auch den Bischofshof. In Worms wurden bei dem Pogrom nach einer Quelle 800 Juden, nach einer anderen 400 Juden ermordet oder wählten den Freitod. 

### Mainz
Im 11. Jahrhundert waren etwa 1000 der 7000 Einwohner von Magenza (Mainz) Juden. Die meisten von ihnen lebten in der durch den Erzbischof anerkannten Kehillah „Unter den Juden“ in der Stadtmitte. Die Verwaltung der jüdischen Gemeinde und die Verantwortung für die Entrichtung der Steuern an den christlichen Souverän oblag einem Ratsgremium, dessen zwölf Mitglieder durch die Gemeinde gewählt wurden. Streitigkeiten zwischen Juden wurden durch von der Gemeinde gewählte jüdische Richter entschieden. Im Vergleich zu den meisten christlichen Einwohnern war die jüdische Bevölkerung überdurchschnittlich gebildet und viele waren des Lesens und Schreibens mächtig. Das jüdische Viertel stellte zwar politisch eine eigene „Stadt in der Stadt“ dar, wirtschaftlich herrschte jedoch reger Austausch zwischen den christlichen und jüdischen Einwohnern von Mainz. Dennoch begegneten viele Christen der ihnen fremden Kultur ängstlich und ablehnend. Die Juden wurden, unter anderem wegen ihrer höheren Bildung und ihres fremdartigen Glaubens, verspottet und verleumdet.

Am 25. Mai 1096 erreichte Emichos Tross schließlich Mainz. Nach zwei Tagen Warten vor den verschlossenen Stadttoren wurden diesen, vermutlich gegen den Befehl des Erzbischofs Ruthard II., dann doch geöffnet und es kam sofort zum Pogrom. 
Nach den Chroniken wurde die jüdische Gemeinde fast vollständig vernichtet, laut Rolf Dörrlamm starben 600 Gemeindemitglieder. Lotter dagegen macht geltend, dass die in den Chroniken dargestellten Selbstopferungen vermutlich idealisiert dargestellt wurden, einerseits aufgrund der Scham der Überlebenden, die der Taufe zugestimmt haben, aber auch um den nachfolgenden Generationen ein Beispiel von Standhaftigkeit zu geben. Auch die Tatsache, dass sich die jüdischen Gemeinden nach den Verfolgungen relativ schnell erholt haben, spricht für eine beträchtliche Anzahl Überlebender. Einer der überlebenden zwangsgetauften Juden zündete wenige Tage später zuerst sein Haus, dann die Synagoge und sich selbst an, um sich so von der Schmach zu reinigen, seinen Glauben verraten zu haben.

### Verfolgungen in den nördlichen Rheingebieten
Von Mainz aus wandte sich Emicho nach Norden, wo es in Köln bereits im April zu Ausschreitungen gekommen war. Die Juden hatten die Stadt verlassen und sich in der Umgebung versteckt. Der Einfluss des Kölner Erzbischofs Hermann III. von Hochstaden verhinderte hier eine größere Zahl von Opfern. Emicho kam zu dem Schluss, dass er im Rheinland seine Aufgabe erledigt habe, und setzte seinen Kreuzzug mainaufwärts und donauabwärts Richtung Ungarn fort.
In Mainz hatte sich eine Gruppe von Emichos Haufen abgesetzt, die die Mosel hinauf zog und die jüdische Gemeinde von Trier angriff. Erzbischof Egilbert versuchte zunächst die Juden zu schützen, musste dann aber einsehen, dass er gegen den Mob nicht ankam. Er forderte daraufhin die Juden auf, sich taufen zu lassen, was die meisten jedoch ablehnten. Einige Juden töteten sich und ihre Angehörigen selbst, in dem sie zum Beispiel vom Turm der Basilika sprangen. Daraufhin ließ der Bischof die Mauern der Basilika bewachen und die Zisternen verschließen, um zu verhindern, dass die Frauen ihre Kinder dort hineinwerfen konnten. Dann ließ er die Juden gewaltsam taufen, ohne dass diese Widerspruch einlegen konnten. Aus diesem Grund sind nur wenige Juden den Kreuzfahrern zum Opfern gefallen. Schließlich gelangte diese Gruppe der Kreuzfahrer nach Metz, wo diese 22 Juden töteten. Danach zogen die Kreuzfahrer nach Köln weiter, wo sie feststellen mussten, dass Emicho bereits abgezogen war.
Auch am Niederrhein kam es vom 24. Juni bis 27. Juni zu Ausschreitungen gegen die in Neuss, Wevelinghoven, Eller und Xanten ansässigen Juden, bevor sich diese Gruppe der Kreuzfahrer endgültig zerstreute. In Eller und Xanten ist es zu einer großen Anzahl von Selbsttötungen und Tötungen der Angehörigen unter den Juden gekommen.

### Der Untergang des Kreuzfahrerheeres in Ungarn
Der Chronist Ekkehard von Aura berichtet, dass sich Emichos Haufen, in dem sich auch Frauen befanden, im Vertrauen auf den allen Kreuzzugsteilnehmern gewährten Ablass vom „Geist der Hurerei“ habe befallen lassen. Dies und die Erfahrungen, die die Ungarn mit Volkmar und Gottschalk gemacht hatten, veranlassten König Koloman, Emichos Kreuzfahrern die Durchreise durch sein Land zu verweigern. Bei den folgenden Kämpfen wurden sie in der Nähe des Grenzflusses Leitha fast vollständig aufgerieben. Emicho kehrte nach Hause zurück, Wilhelm der Zimmermann und andere schlossen sich in Italien schließlich Hugo von Vermandois und dem Hauptzug der Kreuzfahrer an.

## Historische Quellen und Klagelieder
Zu dem Pogrom gibt es mindestens drei zeitgenössische Berichte, den Bericht des Salomo bar Simeon, den Bericht des Elieser bar Nathan und einen dritten Bericht eines Anonymus, erzählend weit mehr ausgeschmückt, in einigen Fakten, insbesondere Daten, abweichend und aufgrund inhaltlicher Anhaltspunkte in der vorliegenden Fassung wohl frühestens in der zweiten Hälfte des 14. Jahrhunderts niedergeschrieben.
Zu den Gewalttaten in den SchUM-Städten ist das zeitgenössische Klagelied des Kalonymos ben Jehuda überliefert, das zu der großen Familie der Kalonymiden zu rechnen, aber darüber hinaus nicht eindeutig zuzuordnen ist. Darüber hinaus gibt ein Menge weiterer Klagelieder, die auch heute noch in den Synagogen der Welt rezitiert werden.

## Das Vier-Stufen-Modell von Friedrich Lotter
Die Dynamik der Verfolgungen in den verschiedenen Städten wurde von dem Historiker Friedrich Lotter in einem Vier-Stufen-Modell beschrieben.
- Phase 1 (Schutz): Ein Schutz der Juden gegenüber dem Kreuzfahrerhaufen konnte durch die städtischen Autoritäten (z. B. vom Bischof in Speyer) aufrechterhalten werden.

- Phase 2 (Bedingte Zwangstaufe): Eine „bedingte Zwangstaufe“ der erwachsenen Juden, die eine verbale Zustimmung geben mussten, wurde von Geistlichen unter den Kreuzfahrern durchgeführt (zum Beispiel in Worms). Falls die Juden sich der Taufe verweigerten, wurden sie getötet und deren Kinder an christliche Pflegeeltern gegeben oder ins Kloster geschickt.

- Phase 3 (Selbsttötungen – „Kiddusch Ha Schem“): Auf die Drohung der Ermordung und bedingten Zwangstaufe reagierten die Juden – besonders in Mainz, Eller und Xanten – mit der Selbsttötung der Familien.

- Phase 4 (Taufe unter „absolutem Zwang.“): Eine Zwangstaufe (ohne verbale Zustimmung der Juden bei dem eigentlichen Taufritual) wird als Reaktion auf den Druck der Kreuzfahrer und der Selbsttötungen der Juden von den Autoritäten in den Städten veranlasst (zum Beispiel in Trier).

## Geschichtliche Folgen der Rheinlandpogrome
Die Rheinlandpogrome hatten verheerende Folgen für das jüdisch-christliche Verhältnis in den folgenden Jahrhunderten, die bis zum Holocaust und in die Gegenwart Wirkung zeigen sollten. War das Zusammenleben von Juden und Christen bis zu den Pogromen im Jahre 1096 von einer gewissen „Unbefangenheit“ charakterisiert,  so hat sich durch die Rheinlandpogrome das Verhältnis zwischen den Vertretern der zwei Glaubensrichtungen grundsätzlich zum Schlechteren verwandelt. In diesem Zusammenhang bezeichnete Jakob Matthiessen die Verfolgungen während des Ersten Kreuzzugs als eine „Urkatastrophe des europäischen Judentums“.
Ein wichtiger Grund für das entstehende Misstrauen zwischen den beiden Religionsgemeinschaften war die christliche Interpretation der jüdischen Reaktionen auf die durch die Kreuzfahrer gewalttätig angedrohte Forderung der Taufe: Auf jüdischer Seite wurde im Zuge der Aufarbeitung der Verfolgungen die Vorstellung entwickelt, dass Gott die Gewalt, die den Juden angetan wurde, vergelten würde. In den jüdischen Quellen wurde in diesem Zusammenhang von „Schlachtungen“ gesprochen, einer Art rituellen Opferns des eigenen Lebens und des Lebens der Kinder, um ein Eingreifen Gottes zu provozieren.
Die Frage der Vertretbarkeit einer Selbsttötung oder gar der Tötung Angehöriger ist im Judentum umstritten, da das Leben in dem mehr am Diesseits ausgerichteten Judentum einen sehr hohen Wert hat. Jeremy Cohen weist in diesem Zusammenhang auf Interaktionen zwischen jüdischen und christlichen Märtyrermotiven in den jüdischen Chroniken hin, so sind dort zum Beispiel christliche Abendmahlmotive in die Beschreibungen des Kiddush HaSchems eingeflossen.
Die Sprache in den jüdischen Chroniken gegen die Christen war – und dies ist aufgrund der erfahrenen Gewalt nachvollziehbar – sehr hart. Jesus wurde dort zum Beispiel als „der gehängte Bastard“ und die Kirche als „Haus der Unreinheit“ bezeichnet. Diese, aufgrund des von Christen an Juden verübten Leides verständliche, Reaktion war von vielen Christen nicht unbemerkt geblieben und hat – im Zusammenspiel mit dem virulenten kirchlichen Antijudaismus – zu erheblichem Misstrauen auf christlicher Seite geführt. Der jüdische Historiker Israel Yuval hat in diesem Zusammenhang die Entstehung der Ritualmordlegende mit den Verfolgungen in Verbindung gebracht.

„Die Handlungsweise der jüdischen Märtyrer von 1096 und besonders die propagandistische Verbreitung dieser Taten waren dazu angetan, die angebliche jüdische Vorliebe für die Opferung von Kindern zu erhärten. In der mittelalterlichen Welt von Interpretation und Gegen-Interpretation konnte so der Eindruck entstehen, dass Juden speziell Kindern gegenüber brutal seien. Diese Brutalität richtete sich zwar nur gegen ihre eigenen Kinder und das nur unter extremen Umständen, aber der christlichen Umwelt diente diese Beobachtung zum Beweis dafür, dass durch jüdische Mordgier vor allem Kinder gefährdet seien. Demnach wäre die Ritualmordbeschuldigung sozusagen das Spiegelbild von Taten, die Juden zur Vermeidung von Zwangstaufe während des Ersten Kreuzzugs begangen haben sollen.“

So könnten insbesondere die jüdischen Kindstötungen, die die Eltern zur Verhinderung der Taufe ihrer Söhne und Töchter in dieser extremen Verfolgungssituation durchgeführt haben, auf christlicher Seite zur Verstärkung bestehender Vorurteile geführt haben.

„Zweifellos haben die grauenvollen Erlebnisse des ersten Kreuzzugs bei den Juden ganz allgemein Abscheu und Haß gegen die christliche Religion und deren Verfechter erzeugt, und die historische Erinnerung in den hebräischen Chroniken, Martyrologien und Selichot ließ diese Erfahrungen nicht in Vergessenheit geraten. Die zahlreichen Gebete um Rache an den Schuldigen dürften wiederum den Christen nicht ganz verborgen geblieben sein und dazu beigetragen haben, auch auf dieser Seite Mißtrauen und Haß weiterhin zu schüren. So stellen wir fest, daß bei unaufgeklärten Mordtaten immer öfter Juden allgemein verdächtigt wurden. Das Bild des Juden, der sein Kind lieber tötet als es der Religion des christlichen Erlösers auszuliefern, das zugleich in entsprechenden schon älteren Legenden zunehmend verbreitet wurde, förderte die Entstehung und Verfestigung der Vorstellung vom jüdischen Ritualmord an christlichen Kindern.“

So stellen die Verfolgungen im Jahre 1096 einen prinzipiellen Bruch im jüdisch-christlichen Zusammenleben dar, deren langfristige Konsequenzen die Geschichte des europäischen Judentums maßgeblich geprägt haben. An die Verfolgungen wird noch heute in den Synagogen der Welt erinnert. Sowohl am Rosch ha-Schanah (dem Tag des Gerichts) als auch dem zehn Tage später stattfindenden Versöhnungstag (Jom Kippur) wird in den Synagogen eine Fassung der Dichtung „Unetaneh Tokef“ rezitiert. Der Legende nach wurde sie Kalonymos ben Meschullam, dem Parnas von Mainz während der Verfolgungen, in einem Traum offenbart. Leonard Cohens Lied „Who by Fire“ ist von dieser Dichtung inspiriert.

## Literarische Verarbeitung
Die Verfolgungen im Rheinland wurden in zwei Romanen behandelt und neben den drei jüdischen Chroniken auch in zahlreichen Legenden verarbeitet.
Karl E. Grözinger hat in seinem Buch Jerusalem am Rhein – Jüdische Geschichten aus Speyer, Worms und Mainz eine Reihe mittelalterliche Legenden aufbereitet, die die Verfolgungen aus jüdischer Sicht beschreiben.
Der Roman Tod oder Taufe – Die Kreuzfahrer am Rhein von Jakob Matthiessen fokussiert auf die fünf Tage der Verfolgungen in Mainz vom 23. Mai bis 27. Mai 1096. Das Vier-Stufen Modell Lotters dient als Vorbild des Plots, in dem die fiktive Figur des Rabbi Chaims mit der Entscheidung zwischen Martyrium und Überleben ringt. In letzter Not fordert Chaim seinen Freund, den Domdekan Raimund, auf, eine Zwangstaufe durchzuführen, um so den verbliebenen Rest der jüdischen Gemeinde zu retten. Die Juden sollen beim Taufritual jedoch nicht aktiv zustimmen müssen, entsprechend einer Taufe unter „absolutem Zwang“ nach Lotters Modell. Dabei beruft Chaim sich auf eine Gesetzesauslegung (Takkanah) des verstorbenen Rabbis Gerschom ben Jehuda. Matthiessens Roman arbeitet mit Szenen aus den mittelalterlichen jüdischen Chroniken, die stellenweise als direkte Zitate in die Handlung eingeflochten sind. Rabbi Chaim und der Domdekan Raimund führen einen interreligiösen Dialog, in dem auch Gedanken, die sich erst nach dem Holocaust in den Kirchen in voller Stärke entfaltet haben, zum Tragen kommen.
Der Roman Das Blut von Magenza von Claudia Platz erstreckt sich vom November 1095 bis zum 29. Mai 1096, zwei Tage nach den Morden und Zwangstaufen der Kreuzfahrer. Ausgangspunkt der Handlung ist ein Mord in einer Wormser Herberge an dem Benediktinermönch Anselm, der dem Kloster auf dem Jakobsberg in Mainz angehört. Der Mainzer Erzbischof Ruthard leitet eine Untersuchung durch seinen Agenten Hanno ein, der zunächst in Worms und Speyer Untersuchungen anstellt. Diese führen Hanno schließlich nach Mainz, wo er die Verfolgungen hautnah erleben muss. Der Roman schließt mit dem auch in den jüdischen Chroniken beschriebenen Brand der Mainzer Synagoge ab. In einem Epilog wird die Situation ein Jahr nach den Verfolgungen beschrieben.